# Union Brésil
Union Brésil (en portugais : União Brasil abrégé União) est un parti politique brésilien de centre droit à droit, issu de la fusion entre les Démocrates (Democratas, DEM) et du Parti social-libéral (Partido Social Liberal, PSL) approuvée par les deux parties le 6 octobre 2021. En février 2022 la Cour électorale supérieure (pt) approuve la fusion et procède à l’enregistrement du parti, qui comptait à ce moment le plus grand nombre de membres à la Chambre des députés. En juin 2022 le parti comptait 1 083 183 membres affiliés, le sixième plus grand du pays.

## Histoire

### Contexte
En 2017, l'amendement constitutionnel 97 est promulgué, établissant un seuil électoral progressive, afin que les partis politiques brésiliens aient le libre accès à la radio et à la télévision dans la propagande électorale, ainsi qu'au fonds de parti.  De même, l'amendement interdit la formation de coalitions politiques pour disputer les élections législatives élus à la proportionnelle. Le but de cet amendement est de réduire le nombre de partis politiques au Brésil.
Depuis lors, certains partis politiques sont incorporés à d'autres,,. En 2021, les Démocrates et le PSL annoncent leur fusion. Historiquement, les Démocrates est l'un des plus grands partis de la droite brésilienne, successeur du Parti du Front Libéral (PFL), tandis que le PSL est un petit acronyme initialement libéral classique et social-libéral qui, avec la nomination et la candidature consécutive de Jair Bolsonaro a l'élection présidentielle de 2018, s'est développé et adopté une position traditionaliste et libérale conservatrice,.

### Fusion
La première nouvelle qui a émergé proposant la fusion a lieu à la fin de 2019, pendant la crise qui aboutit au départ de Jair Bolsonaro de la PSL À l'époque plusieurs opposition émerge quant à cette fusion, avec ACM Neto (pt), président des Démocrates, affirmant que cette union n'aurait aucun sens et Felipe Francischini (pt), président de la Commission de la Constitution et de la Justice à la Chambre des députés, déclarant que l'union ferait perdre de la place aux deux partis dans l'espace politique,.
Après les élections municipales de 2020, les négociations reprennent. Au départ, Progressistas fait partie de la fusion, mais finit par abandonner. La fusion est motivée par le départ de plusieurs cadres forts des Démocrates, tels que le maire de Rio de Janeiro Eduardo Paes, l'ancien président de la Chambre des députés Rodrigo Maia et le vice-gouverneur de São Paulo Rodrigo Garcia, en plus des mauvais résultats du PSL lors des élections municipales.
Il est décidé que le président du nouveau parti soit Luciano Bivar (pt) et que son secrétaire général soit l'ACM Neto. Par conséquent, les directions nationales des Démocrates et du PSL approuvent la fusion à l'unanimité, avec la définition d'une convention nationale en octobre pour officialiser la fusion,.
Le nom « Union Brésil » et le numéro 44 sont choisis fin septembre 2021, les autres alternatives étaient le Parti libéral-démocrate et le Brésil en mouvement. Le nom est choisi sur la base de recherches qualitatives menées par les deux partis.
Le 6 octobre 2021, une convention nationale comprenant des représentants des deux partis approuvent la fusion par acclamation et demande l'approbation du TSE (pt). En février 2022, le TSE approuve la fusion et procède à l'enregistrement du nouveau parti politique.

## Principes
|                                                             |  |  |
| La création de União est née de la fusion de DEM et le PSL. |  |  |

Comme ses prédécesseurs, Union Brésil se positionne à droite sur l'échiquier politique.
Lors de la fondation, un manifeste est défini en affirmant les grandes lignes politiques de Union Brésil. Ses quatre lignes directrices sont :  
- La démocratie en tant que système politique guidé par la tolérance, la pluralité, le respect et le dialogue ;
- L'État en tant que garant des droits sociaux fondamentaux de la population ;
- La liberté comme condition pour la recherche de la réalisation individuelle ;
- La famille en tant que pilier de la personne et base de la société.

Le manifeste défini également quarante-quatre principes de base du parti. Dans l'économie, bien que défenseur de l'austérité fiscale, des privatisations et des réductions d’impôts,, le parti est contre l'État minimum, affirmant que l'État joue un rôle important dans des domaines tels que l'éducation, la santé et les programmes de transfert de revenus. Sur les questions sociales, il se positionne comme favorable à la préservation de la famille et de la culture brésiliennes, défendant également l'augmentation de la participation des femmes et des minorités ethniques à la politique. De plus, il affirme que l'existence du changement climatique est évidente et que le gouvernement doit prendre des mesures immédiates pour l'atténuer.

## Résultats électoraux

### Élections présidentielles
| Année | Candidat         | Colistier     | 1er tour | 1er tour | 1er tour | 2d tour | 2d tour | 2d tour |
| Année | Candidat         | Colistier     | Voix     | %        | Rang     | Voix    | %       | Rang    |
| ----- | ---------------- | ------------- | -------- | -------- | -------- | ------- | ------- | ------- |
| 2022  | Soraya Thronicke | Marcos Cintra | 600 953  | 0,51     | 5e       |         |         |         |

### Élections parlementaires
| Année | Chambre des députés | Chambre des députés | Chambre des députés | Sénat fédéral | Sénat fédéral | Sénat fédéral |
| Année | Voix                | %                   | Sièges              | Voix          | %             | Sièges        |
| ----- | ------------------- | ------------------- | ------------------- | ------------- | ------------- | ------------- |
| 2022  | 10 262 035          | 9,31                | 59 / 513            | 5 465 486     | 5,37          | 12 / 81       |